# Kõima (Pärnu)
Kõima je vesnice v estonském kraji Pärnumaa, samosprávně patřící pod statutární město Pärnu.